# Plantago lundborgii
Plantago lundborgii är en grobladsväxtart som beskrevs av Benkt U. Sparre. Plantago lundborgii ingår i släktet kämpar, och familjen grobladsväxter. Inga underarter finns listade i Catalogue of Life.